# Ценхаузен-Валльмерод
Ценхаузен-Валльмерод (нем. Zehnhausen bei Wallmerod) — община в Германии, в земле Рейнланд-Пфальц.
Входит в состав района Вестервальд. Подчиняется управлению Вальмерод. Население составляет 180 человек (на 31 декабря 2010 года). Занимает площадь 1,57 км².